# Britten-Norman Islander
Dimensions
Le Britten-Norman Islander est un avion bimoteur à hélices du constructeur aéronautique britannique Britten-Norman.

## Histoire
En 1947, John Britten and Desmond Norman se rencontrent à la « de Havilland Aeronautical Technical School ». Leur premier appareil, un ultra-léger monoplan, le BN-1F immatriculé G-ALZE réalise son premier vol le 26 mai 1951. La société « Britten-Norman Limited » est fondée en 1953.
En 1963, ils débutent l'étude d'un avion STOL pouvant emporter 10 passagers. Cet appareil reçoit la désignation de BN-2. Le prototype du BN-2, immatriculé G-ATCT, effectue son premier vol le 13 juin 1965 et est présenté, en statique, au public le 17 juin 1965 au 26e Salon international de l'aéronautique et de l'espace de Paris-Le Bourget.
La première présentation en vol est effectuée le 26 juin 1965 aux « journées de l'air d'Exeter » (Exeter Air Day). Le 15 août 1966, le BN-2 est baptisé « Islander » et le 28 août, le premier avion de série vole sous l'immatriculation G-ATWU. Le 9 novembre, le prototype G-ATCT s'écrase à Sneek en Hollande, le pilote d'essais Peter Hilwood est tué.
La certification britannique CAA est attribuée au BN-2 le 10 août 1967 et la certification US FAA est délivrée le 19 décembre. Le premier exemplaire est livré à son exploitant le 13 août 1967. Le centième exemplaire est livré le 15 septembre 1969.

### Site de production
Outre l'usine mère, plusieurs autres usines ont produit des BN-2 :
- L'usine d'URMA en Roumanie
- La SONACA (ex-Fairey Aviation Company) à Gosselies (Charleroi) en Belgique[1]

## Spécificités

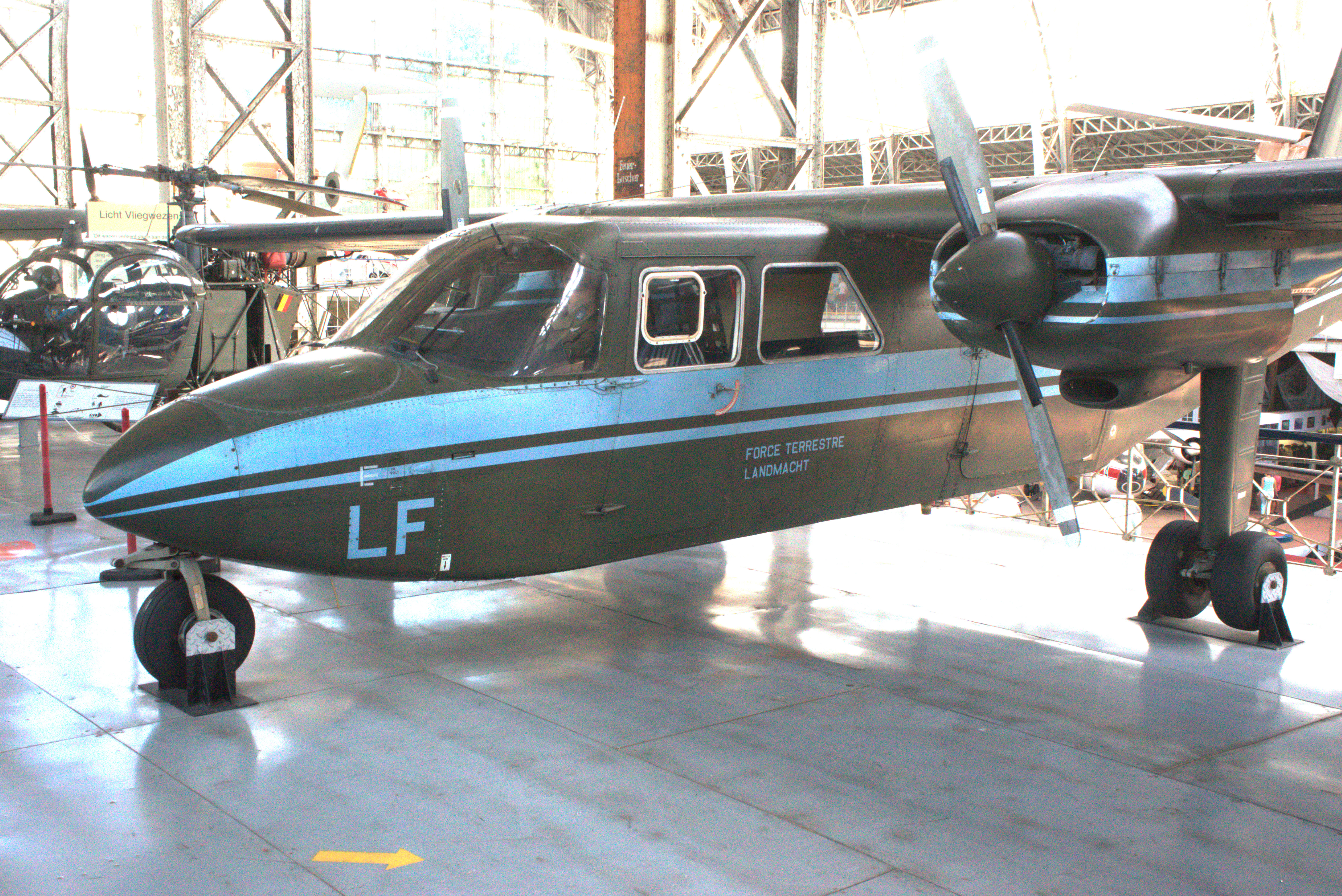
Exemplaire de la Force terrestre belge, exposé au Musée royal de l'armée à Bruxelles.

L'Islander est conçu pour répondre aux besoins spécifiques des environnements rudimentaires : simplicité, fiabilité, flexibilité.
ADAC
- ADAC des pistes de 350 m lui suffisent
- Capacité d'utiliser des terrains non préparés tels que des prairies, des plages.
- Grande garde au sol des hélices pour diminuer les risques d'aspiration de pierres, cailloux, débris, etc.

Solide et Sûr
- Longeron monobloc de saumon à saumon sans limitation de potentiel de durée de vie, inspection corrosion due à 5 ans puis tous les 2 ans (SB 190)
- Excellente maniabilité à basse vitesse ou sur un moteur

Fiable
- Train fixe
- Transmission mécanique pour toutes les commandes primaires (pas de système hydraulique)
- Noter la fragilité du cadre 19 obligeant à la plus grande prudence en cas de tractage (rupture du cadre)

Maintenance
- Aucun outillage spécial n'est nécessaire, mais la documentation technique ne répond pas aux normes actuelles, pas de classement par ATA par exemple
- Bonne accessibilité des organes requérant de la maintenance, une visite majeure de type 1000 heures reste due tous les 12 mois même si l'avion n'a effectué que 300 heures, ce qui diminue le taux de disponibilité
- Moins d'une heure-homme de maintenance par heure de vol, peut aller jusqu'à plus de 2 heures de main d'œuvre pour une heure de vol si le volume d'heure annuel est inférieur à 500 heures
- Programme de maintenance plus que perfectible

Flexibilité
- Cabine de section carrée constante avec un plancher plan
- Plancher bas par rapport au sol accessible par deux grandes portes
- Quatre points d'ancrage sous les ailes
- Surface vitrée importante facilitant les travaux d'observation

## Variantes
- Piston / Turbine Islander (BN-2B / BN-2T)

- Defender 4000 (BN-2T-4S)
  - La version Defender basée sur le BN-2B dispose de points d'ancrage sous les ailes et d'autres équipements les transformant en transport de troupes léger et d'appui-sol. Il est utilisé par plusieurs armées et forces de l’ordre. Un exemplaire de la Force de défense du Botswana a été abattu par un hélicoptère Alouette III de la Rhodesian Air Force le 9 août 1979[2].
- Trislander (BN-2 A-MkIII)
  - Le Trislander est un trimoteur ayant un fuselage allongé et pouvant accueillir 18 passagers

Dates de premier vol d'autres versions
- BN-2 A : 20 juin 1968 ( G-AWIB)
- BN-2 A Mk III : 11 septembre 1970 (G- G-ATWU) rebaptisé Trislander en janvier 1970
- BN-2B Islander II : août 1978
- BN-2T (Turbine Islander) 2 août 1980 (G-BCMY)
- BN-2T-4S : 17 août 1994 (G-SURV)